# چاه دادعلی (رودبار جنوب)
چاه دادعلی، روستایی در دهستان بیژن‌آباد بخش مرکزی شهرستان رودبار جنوب در استان کرمان ایران است.

## جمعیت
بر پایه سرشماری عمومی نفوس و مسکن در سال ۱۳۹۵، جمعیت این روستا برابر با ۴۵۷ نفر (۱۲۴ خانوار) بوده است.